# Charles Andrews Lockwood
Charles Andrews Lockwood Jr. (ur. 6 maja 1890 w Midland, zm. 7 czerwca 1967) – amerykański wojskowy, wiceadmirał United States Navy, podczas II wojny światowej dowódca sił podwodnych Floty Pacyfiku, twórca sukcesu amerykańskich okrętów podwodnych w wojnie podwodnej na Pacyfiku.

## Wczesna kariera
Charles A. Lockwood Jr. urodził się 6 maja 1890 roku w Midland w stanie Wirginia. Akademię Marynarki Wojennej ukończył w 1912 roku. Po kilku rejsach na pokładach pancerników USS „Mississippi” (BB-23) i „Arkansas” (BB-33) oraz krótkim epizodzie jako instruktor w bazie treningowej Naval Training Station w Great Lakes w stanie Illinois, we wrześniu 1914 roku rozpoczął szkolenie jako oficer okrętów podwodnych na pokładzie tendera USS „Mohican”. W grudniu tegoż roku został dowódcą USS A-2, stacjonującego w Cavite na Filipinach. Następnie dowodził USS B-1 (SS-10), a po przystąpieniu Stanów Zjednoczonych do I wojny światowej 1. Eskadrą Okrętów Podwodnych (Submarine Division 1) Floty Azjatyckiej.
W następnych latach kariery wojskowej dowodził kolejno okrętami podwodnymi: G-1, N-5, UC-97 (niemiecki U-Boot przyznany US Navy w wyniku podziału floty kaiserowskich Niemiec, wykorzystywany do zadań eksperymentalnych), R-25 i S-14, następnie kanonierkami „Quiros”, „Isabel” oraz „Elcano” (na tej ostatniej pełnił jednocześnie funkcję oficera flagowego admirała Williama W. Phelpsa) w składzie Patrolu Jangcy (Yangtze Patrol). Później był zastępcą dowódcy niszczyciela „Perry” i dowódcą niszczyciela „Smith Thompson”, by od 1925 do 1928 roku dowodzić 13. Eskadrą Okrętów Podwodnych. W 1929 roku został wysłany do Brazylii, jako doradca w zakresie wojny podwodnej. Po powrocie, w latach 1931–1932 służył na pancerniku „California”, 1932–1933 jako zastępca dowódcy lekkiego krążownika „Concord”.
Po dwóch latach spędzonych jako wykładowca w Akademii Marynarki Wojennej, w 1935 roku powrócił do służby liniowej jako dowódca 13. Eskadry Okrętów Podwodnych, z „Cuttlefish” jako okrętem flagowym. W latach 1937–1939 służył w biurze Szefa Operacji Morskich (OpNav).

## II wojna światowa
W czerwcu 1939 roku Charles Lockwood został szefem sztabu dowódcy sił podwodnych US Fleet na Pacyfiku, kontradmirała Wilhelma L. Friedella na krążowniku USS „Richmond” (CL-9). Służba na tym stanowisku została przerwana w lutym 1941 roku, kiedy został wysłany do Wielkiej Brytanii jako attaché morski i obserwator z zadaniem zebrania doświadczeń o realiach współczesnej wojny podwodnej. W marcu 1942 roku został awansowany do stopnia kontradmirała (Rear Admiral) i wysłany do Perth w zachodniej Australii, gdzie przybył jako dowódca sił podwodnych południowo-zachodniego Pacyfiku (Commander, Submarines, Southwest Pacific – COMSUBSOWESPAC). W tym czasie działał również jako dowódca sojuszniczych sił morskich w zachodniej Australii (Commander, Allied Naval Forces, Western Australia) nadzorując największe bazy sił zjednoczonych, w tym m.in. we Fremantle i Exmouth.

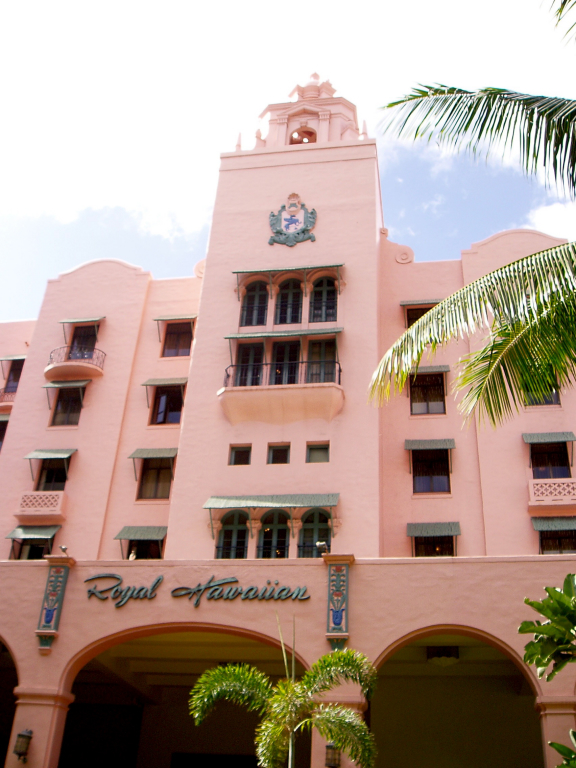
Hotel Royal Hawaiian na wyspie Oʻahu, miejsce wypoczynku załóg amerykańskich okrętów podwodnych między patrolami bojowymi w trakcie II wojny światowej.

W lutym 1943 roku, po śmierci w katastrofie lotniczej w Kalifornii dotychczasowego dowódcy sił podwodnych Floty Pacyfiku, kontradmirała Roberta H. Englisha, adm. Lockwood został przeniesiony do Pearl Harbor, by objąć jego stanowisko (Commander, Submarines, Pacific Fleet – COMSUBPAC), które sprawował aż do końca wojny. W październiku 1943 roku awansował do stopnia wiceadmirała (Vice Admiral).

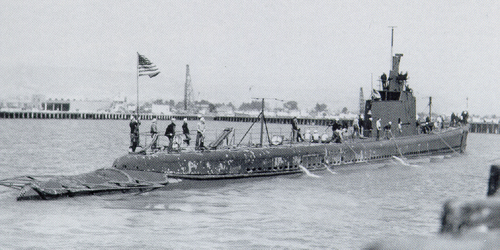
USS „Wahoo” (SS-238) typu Gato, jeden z najsłynniejszych amerykańskich okrętów podwodnych wojny na Pacyfiku. Należał do dowodzonej przez admirała Lockwooda grupy okrętów operujących z Pearl Harbor.

Jako dowódca okrętów podwodnych w wojnie na Pacyfiku, admirał Lockwood wprowadził szereg innowacji do taktyki działań podległych sobie jednostek, zwiększając znacząco ich efektywność. Charles Lockwood sprawował kontrolę nad wycofywaniem z użytku bojowego okrętów starych typów serii S i zastępowaniem ich nowo budowanymi w kontynentalnych stoczniach okrętami podwodnymi typów Gato, Balao i Tench. Admirał odegrał też kluczową rolę w rozwiązaniu istniejącego aż do końca 1943 roku problemu wadliwie funkcjonujących torped, który w międzyczasie urósł do rozmiarów - jak nazwano to po wojnie – Wielkiego Skandalu Torpedowego. Za pomocą przeprowadzonych nieoficjalnie testów torped, dowiódł wadliwości konstrukcji amerykańskich torped, które w tym czasie często przechodziły zbyt głęboko pod celem, nie detonowały przy uderzeniu w cel, lub detonowały zbyt szybko. Admirał Lockwood przeprowadził nieoficjalne testy torped wbrew stanowisku Bureau of Ships i Naval Torpedo Station, które winą za niepomyślne ataki torpedowe przez pierwsze dwa lata wojny na Pacyfiku obarczały niedostatecznie - ich zdaniem - wyszkolonych dowódców okrętów podwodnych i ich załogi. Zasługą admirała Lockwood było również zapewnienie załogom okrętów podwodnych wysokiego poziomu odpoczynku i relaksu między patrolami bojowymi, w wynajętym na czas wojny na wyłączny użytek floty podwodnej Royal Hawaiian Hotel. W celu zwiększenia efektywności działania amerykańskiej floty podwodnej, doprowadził do zwolnienia ze służby na okrętach podwodnych i przeniesienia do innych zadań nie dość dzielnej i produktywnej, około 1/3 przedwojennego korpusu dowódców okrętów podwodnych, oraz zastąpienia ich młodymi i bardziej agresywnymi oficerami, nie przywiązanymi do błędnych przedwojennych praktyk i schematów. Jego silne przywództwo oraz oddanie załogom pozostających pod jego dowództwem okrętów zjednało mu przydomek Uncle Charlie (Wujek Charlie).
Pod jego dowództwem, w latach 1944–1945, amerykańskie okręty podwodne osiągnęły swą największą efektywność w wojnie na Pacyfiku, a w dużej mierze dzięki niemu, amerykańska flota podwodna odcięła imperium japońskie od krytycznie niezbędnych dla japońskiego wysiłku wojennego źródeł zaopatrzenia w Azji Południowo-Wschodniej, zatapiając statki o łącznej pojemności ponad 5 mln ton, w tempie szybszym niż były je w stanie budować japońskie stocznie.
Z uwagi na wkład amerykańskiej floty podwodnej w pokonanie Japonii, 2 września 1945 roku admirał Lockwood towarzyszył admirałowi Nimitzowi na pokładzie pancernika USS „Missouri” (BB-63 podczas aktu kapitulacji Japonii. Za swoją wojenną służbę, wiceadmirał Charles Lockwood został odznaczony Legion of Merit oraz trzykrotnie Navy Distinguished Service Medal.

## Okres powojenny
Po zakończeniu wojny dążył do utrzymania znaczenia sił podwodnych w US Navy, jednak jego starania nie miały szans na powodzenie, wobec polityki prezydenta Harry’ego Trumana, zmierzającego do ogólnej demobilizacji sił zbrojnych, a znaczenie floty podwodnej w US Navy zaczęło spadać. 15 grudnia 1945 roku Lockwood został mianowany Generalnym Inspektorem Marynarki (Naval Inspector General) w biurze Szefa Operacji Morskich, którą to pracę adm. Lockwood uważał za najgorszą, stanowisko zaś określał jako Gestapo. Usiłując odejść z tego urzędu oraz uratować znaczenie broni podwodnej w amerykańskiej marynarce, Lockwood zaproponował admirałowi Nimitzowi utworzenie stanowiska Zastępcy Szefa Operacji Morskich ds. Okrętów Podwodnych. Propozycja ta zyskała akceptację sekretarza marynarki Jamesa Forrestala, jednakże adm. Nimitz nie zgodził się na utworzenie tego stanowiska. Po zastąpieniu Nimitza na stanowisku CNO przez admirała Louisa Denfelda, który był przyjacielem Lockwooda, admirał ponowił swoją propozycję, jednakże również Denfeld nie zaaprobował jej, proponując Lockwoodowi w zamian czwartą gwiazdkę admiralską i stanowisko dowódcy Floty Pacyfiku bądź Atlantyku. Zawiedziony admirał Charles Lockwood odmówił jednak objęcia jednego z tych stanowisk i poprosił o przeniesienie na emeryturę. 1 września 1947 roku, admirał Charles Lockwood został oficjalnie przeniesiony w stan spoczynku.
Osiadł w Los Gatos w Kalifornii, gdzie zajął się pisaniem książek o historii marynarki wojennej i operacji podwodnych. Do bestselerów należą do dziś - wydana po raz pierwszy w 1951 roku i wielokrotnie wznawiana - Sink ‘Em All; Submarine Warfare In The Pacific, w 1967 roku autobiograficzną Down to the Sea in Subs: My Life in the U.S. Navy. Ponadto Hellcats of the Sea (1955, zekranizowana dwa lata później jako Hellcats of the Navy, z Ronaldem Reaganem i Nancy Davis) oraz Hell at 50 Fathoms (1962), Through Hell and Deep Water, Zoomies, Subs ans Zeros, Battles of the Phillipine Sea, Down to The Sea in Subs: My Life in the US Nay. Pracował także jako doradca techniczny przy produkcji filmu Operation Pacific z Johnem Wayne’em, który jest uważany za klasyczny obraz przedstawiający wojnę podwodną tych czasów. Jako doradca techniczny pracował także przy produkcji filmu On the beach.
Zmarł 7 czerwca 1967 roku i został pochowany na Golden Gate National Cemetery w San Bruno, razem ze swoją żoną oraz w pobliżu grobów admirałów Nimitza, Spruance'a i Turnera – co zostało wcześniej zaaranżowane między samymi admirałami za ich życia.
Od nazwiska admirała została nazwana fregata USS „Lockwood” (FF-1064) typu Knox.